# Thomas Kleinlein
Thomas Kleinlein (* 27. Dezember 1976 in Nürnberg) ist ein deutscher Rechtswissenschaftler und Hochschullehrer. 

## Leben
Kleinlein studierte Rechtswissenschaft an der Ludwigs-Maximilians-Universität München und der University of Oxford. 2002 absolvierte er das Erste Staatsexamen und 2004 das Zweite Staatsexamen. Im Anschluss war er wissenschaftlicher Mitarbeiter am Institut für Öffentliches Recht der Goethe-Universität Frankfurt am Main. Dort wurde er 2009 mit der Dissertation Konstitutionalisierung im Völkerrecht zum Dr. iur. promoviert. Seine Dissertationsschrift wurde mit dem Walter-Kolb-Gedächtnispreis 2010 der Stadt Frankfurt am Main ausgezeichnet. Nach seiner Promotion war Kleinlein mit einer durch die Deutsche Forschungsgemeinschaft geförderten Stelle an der Goethe-Universität beschäftigt. Nach Forschungsaufenthalten an der University of Michigan Law School und Yale Law School folgte im Jahr 2016 die Habilitation mit der Schrift Grundrechtsföderalismus. Er erhielt die Venia legendi für die Fachgebiete Öffentliches Recht, Völkerrecht, Europarecht, Rechtsphilosophie und Rechtsvergleichung. 
Nach Lehrstuhlvertretungen an der Ludwigs-Maximilians-Universität München und der Friedrich-Schiller-Universität Jena folgte 2017 der Ruf an die Friedrich-Schiller-Universität Jena. Von 2018 bis 2023 war Thomas Kleinlein dort Inhaber des Lehrstuhls für Öffentliches Recht, Völkerrecht, Europarecht und Rechtsvergleichung. Seit Oktober 2023 ist er Professor an der Christian-Albrechts-Universität zu Kiel und Co-Direktor des Walther-Schücking-Instituts für Internationales Recht.
Im März 2023 war er Gastprofessor am Institut des hautes études internationales der Université Panthéon-Assas Paris.
Thomas Kleinlein war von 2019 bis 2022 Richter im Nebenamt am Thüringer Oberverwaltungsgericht. 

## Werke
- Grundrechtsföderalismus:  Eine  vergleichende  Studie  zur  Grundrechtsverwirklichung  in  Mehrebenen-Strukturen –  Deutschland,  USA  und  EU  –, Jus  Publicum:  Beiträge  zum  Öffentlichen Recht, Band 287, Mohr Siebeck, Tübingen 2020, ISBN 978-3-16-154816-1, DOI:10.1628/978-3-16-154867-3.
- Konstitutionalisierung im Völkerrecht: Konstruktion und Elemente einer idealistischen Völkerrechtslehre, Beiträge zum ausländischen öffentlichen Recht und Völkerrecht, Band 231, Springer, Berlin 2012, ISBN 978-3-642-24884-9, DOI:10.1007/978-3-642-24884-9.